# 火山岛

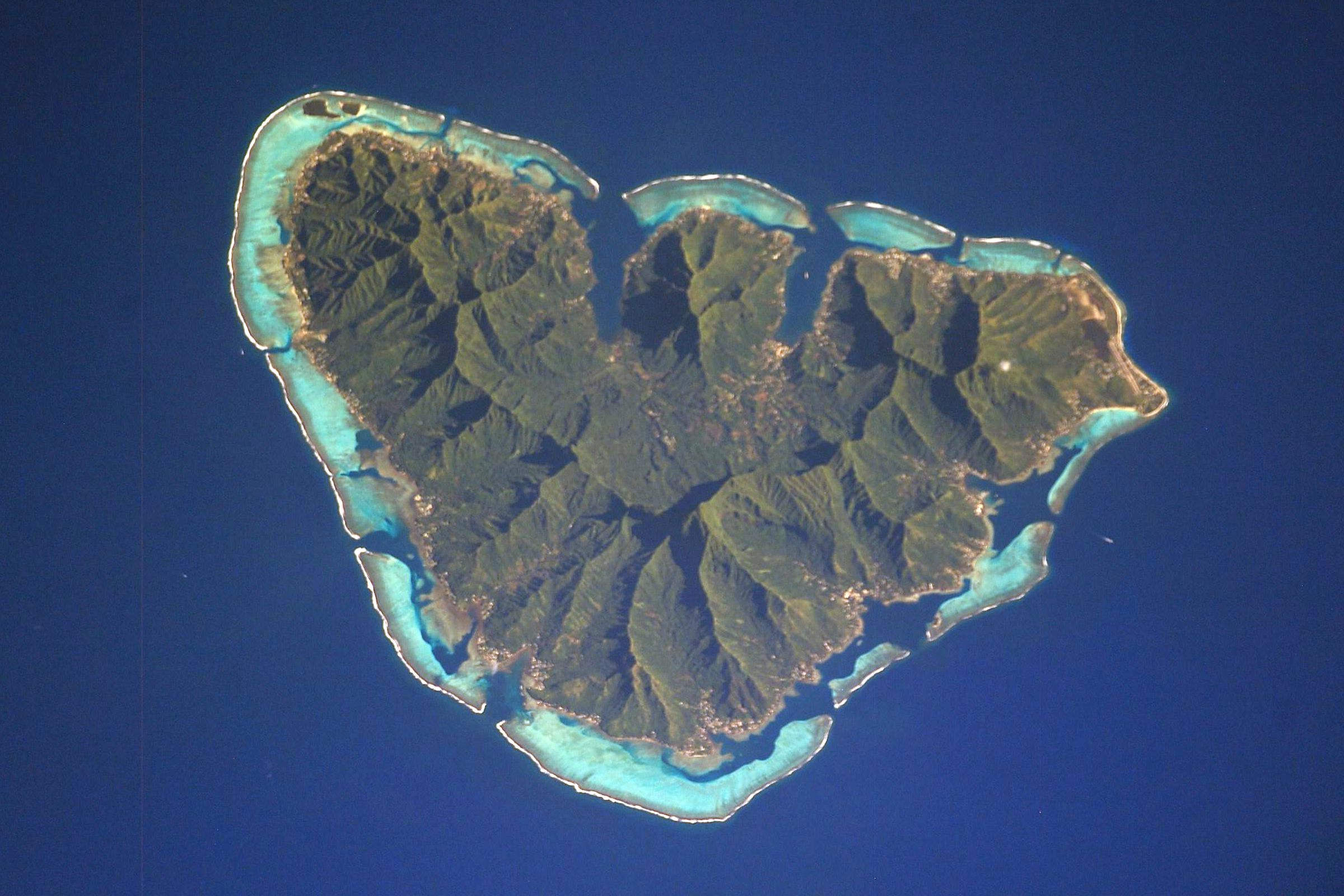
莫雷阿岛, 火山起源的“高岛”，中部岛屿仍然突起。

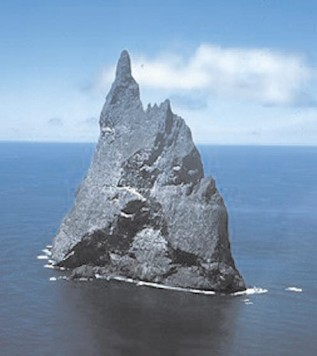
柏爾的金字塔是海洋火山的残余，现在在南太平洋形成了一个小岛屿或“小岛”。

火山岛，也稱為高島，是由于海底火山喷发后，熔岩、火山灰等喷发物堆积形成的岛屿,是一個地形崎嶇的島嶼。火山岛的面积一般都不大。旣有单个的火山岛，也有群岛式的火山岛。

## 範例
世界著名的火山岛有：
- 菲律賓群島
- 印尼群島（主要集中在蘇門答臘島和爪哇島）
- 夏威夷群岛
- 斐济群岛
- 汤加群岛
- 关岛
- 塞班岛
- 所罗门群岛
- 冰島
- 小安地列斯群島（大部分）

臺灣著名的火山島有：
- 澎湖群島
- 基隆嶼
- 龜山島
- 蘭嶼
- 綠島
- 釣魚臺列嶼

香港著名的火山島有：
- 糧船灣洲

韩国著名的火山岛有：
- 济州岛